# Bill Montgomery
 (janvier 2022).
La mise en forme du texte ne suit pas les recommandations de Wikipédia : il faut le « wikifier ».
Les points d'amélioration suivants sont les cas les plus fréquents. Le détail des points à revoir est peut-être précisé sur la page de discussion.
- Les titres sont pré-formatés par le logiciel. Ils ne sont ni en capitales, ni en gras.
- Le texte ne doit pas être écrit en capitales (les noms de famille non plus), ni en gras, ni en italique, ni en « petit »…
- Le gras n'est utilisé que pour surligner le titre de l'article dans l'introduction, une seule fois.
- L'italique est rarement utilisé : mots en langue étrangère, titres d'œuvres, noms de bateaux, etc.
- Les citations ne sont pas en italique mais en corps de texte normal. Elles sont entourées par des guillemets français : « et ».
- Les listes à puces sont à éviter, des paragraphes rédigés étant largement préférés. Les tableaux sont à réserver à la présentation de données structurées (résultats, etc.).
- Les appels de note de bas de page (petits chiffres en exposant, introduits par l'outil «  Source ») sont à placer entre la fin de phrase et le point final[comme ça].
- Les liens internes (vers d'autres articles de Wikipédia) sont à choisir avec parcimonie. Créez des liens vers des articles approfondissant le sujet. Les termes génériques sans rapport avec le sujet sont à éviter, ainsi que les répétitions de liens vers un même terme.
- Les liens externes sont à placer uniquement dans une section « Liens externes », à la fin de l'article. Ces liens sont à choisir avec parcimonie suivant les règles définies. Si un lien sert de source à l'article, son insertion dans le texte est à faire par les notes de bas de page.
- La présentation des références doit suivre les conventions bibliographiques. Il est recommandé d'utiliser les modèles {{Ouvrage}}, {{Chapitre}}, {{Article}}, {{Lien web}} et/ou {{Bibliographie}}. Le mode d'édition visuel peut mettre en forme automatiquement les références.
- Insérer une infobox (cadre d'informations à droite) n'est pas obligatoire pour parachever la mise en page.

Pour une aide détaillée, merci de consulter Aide:Wikification.
Si vous pensez que ces points ont été résolus, vous pouvez retirer ce bandeau et améliorer la mise en forme d'un autre article.
William Thomas Montgomery, dit Bill Montgomery (29 mai 1940 - 28 juillet 2020) est un activiste politique et militant conservateur américain, soutien de Donald Trump et notamment connu comme cofondateur (avec Charlie Kirk) du mouvement Turning Point USA.

## Biographie

### Enfance
Montgomery est né en 1940 à Lincoln, Nebraska. Il grandit à Peoria, Illinois. 
Il sert dans la Réserve de l'armée de l'air des États-Unis.

### Vie professionnelle
Montgomery passe sa carrière professionnelle dans le marketing ; dans l'Illinois, il travaille dans l'édition, la restauration et comme consultant en développement commercial,.

### Activisme politique
Montgomery se consacre à la politique après sa retraite, à la suite d'une rencontre avec Charlie Kirk quand ce dernier avait 18 ans. 
Selon un article du National Journal de 2015, Montgomery aurait entendu Charlie Kirk prononcer un discours devant des étudiants de l'Université Bénédictine ; il l'aurait alors encouragé à cesser ses études universitaires pour se lancer dans la politique ; il lui aurait dit « Je ne vous connais pas, mais vous devez créer une organisation pour atteindre aux jeunes avec votre message ». Montgomery s'est alors proposé de devenir le mentor de Kirk et dès le mois suivant, ils fondent et lancent Turning Point USA ensemble (en 2012). Montgomery a ensuite siégé au conseil d'administration de Turning Point, simultanément comme  secrétaire et trésorier, jusqu'au printemps 2019. 
Selon Vic Maggio, Montgomery avait décidé de faire élire un jour Charlie Kirk (entre temps devenu proche de  Donald Trump Jr, le fils du président Trump. Maggio a dit de Montgomery qu'il était "conservateur de bout en bout".

### Fin de vie (Covid-19)

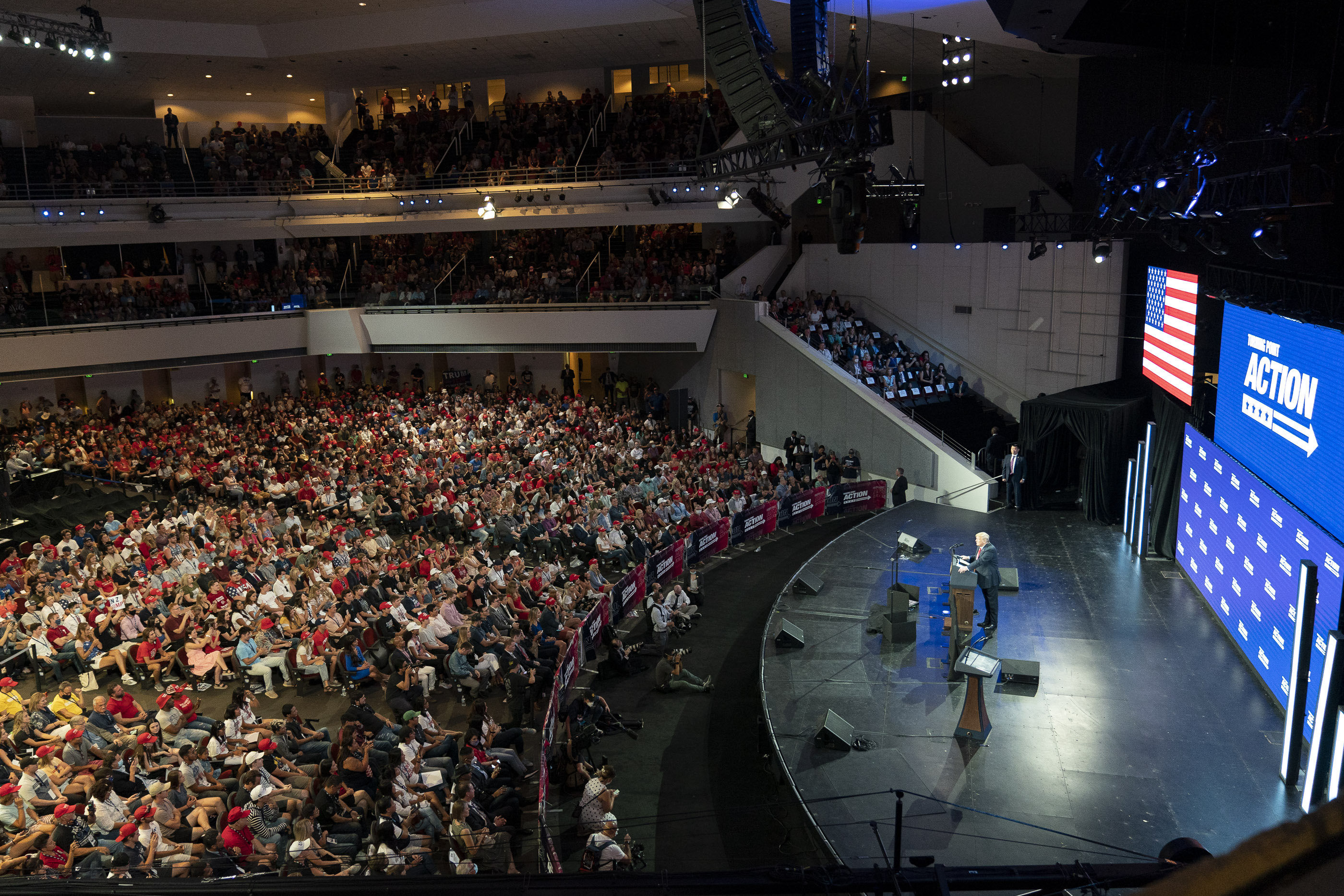
En juin 2020, en pleine pandémie, Turning Point Action, co-fondé par Bill Montgomery a fait venir le Président Trump en campagne devant des milliers de jeunes, qui pour la plupart ont refusé de porter le masque.

Il est décédé en juillet 2020, alors âgé de 80 ans, des complications de la COVID-19, laissant derrière lui un fils et une fille et sa veuve (Edie Montgomery) ,. 
Fin juillet, D lippman et T Nguyen notent que les dirigeants et représentants de Turning Point USA ont souvent eu des positions ambiguës vis à vis de la pandémie, minimisant le rôle du masque, et l'impact du coronavirus Sars-CoV-2 sur la vie publique.
Ainsi Charlie Kirk, après avoir brièvement encouragé les jeunes à respecter les mesures de distanciation (y compris sur les plages surpeuplées de Floride, où le gouverneur Ron DeSantis a du ordonner la fermeture des plages, des bars et des discothèques du comté de Broward et de Palm Beach), a ensuite publiquement nié qu'il existe des preuve que le masque soit utile et a refusé lui-même de le porter (hormis en avion, car dit-il il a besoin de l'avion pour ses activités). 
Peu avant (fin juin), dans une église de Phoenix bondée, alors que la pandémie de coronavirus était particulièrement active dans cet État (l'Arizona où le nombre d'hospitalisées venait d'atteindre de nouveaux records, et où les autorités sanitaires exhortaient le public à éviter les grands rassemblements), C. Kirk a invité le Président Trump, en campagne pour sa réélection, à s'adresser à plusieurs milliers de jeunes. Le constat a été fait que ces jeunes, en présence du gouverneur républicain (Doug Ducey), pour la plupart, ne portaient pas de masque ni ne respectaient la distanciation physique recommandée par les autorités. L'organisation tenait pourtant des masques à disposition du public dès l'enregistrement, ainsi que des sièges distanciés (dans le niveau supérieur de l'église). Les organisateurs avaient auparavant annoncé plus de 3 000 participants (jeunes principalement) et estimaient qu'ils  se conformeraient à la nouvelle ordonnance municipales sur les masques ; un porte-parole de Students for Trump avait déclaré que les personnes présentes se conformeraient à l'ordonnance de la ville de Phoenix exigeant des masques dans les endroits surpeuplés, ce qui ne fut pas le cas pour la plupart d'entre eux.